# Альба, Фадрике Альварес де Толедо
О его внуке-тёзке см. Альба, Фадрике Альварес де Толедо (1537)
Фадрике Альварес де Толедо-и-Энрикес де Киньонес (исп. Fadrique Álvarez de Toledo y Enríquez de Quiñones; ок. 1460 — 19 октября 1531) — испанский аристократ, военный и государственный деятель, 2-й герцог Альба (1488—1531), а также 2-й маркиз де Кориа (1488—1531), 2-й граф де Сальватьерра-де-Термес (1488—1531), 2-й граф де Пьедрахита (1488—1531), сеньор де Вальдекорнеха и сеньор де Уэскар (1488—1531), кабальеро Ордена Золотого руна.

## Биография
Старший сын Гарсии Альвареса де Толедо (ок. 1424—1488), 1-го герцога Альбы (1472—1488), и Марии Энрикес де Киньонес и Коссинес.
Фадрике Альварес де Толедо был близок к католическим монархам Испании, Фердинанду Арагонскому и Изабелле Кастильской. Его отец Гарсия де Толедо воевал на стороне королевы Изабеллы против её племянницы Хуаны Бельтранехи во время войны за Кастильское наследство. Его мать Мария Энрикес была сестрой Хуаны Энрикес и Фернандес де Кордова, матери короля Фердинанда Арагонского.
В июне 1488 года после смерти своего отца Фадрике Альварес де Толедо унаследовал титул герцога Альбы. Участвовал в завоевании Гранадского эмирата (1482—1492).
В 1503 году он возглавлял испанскую армию в войне против французов в Руссильоне.
Когда король Фердинанд Арагонский стал регентом Кастилии, он при поддержке папского престола решил завоевать и присоединить к своим владениям королевство Наварру. В 1512 году герцог Альба во главе испанской армии вступил в Наварру и в течение двух недель завоевал это небольшое королевство. В качестве награды он получил в 1513 году чин капитан-генерала Андалусии и титул герцога Уэскара.
Он также был членом Государственного совета («Consejo de Estado») при Карле V Габсбурге, императоре Священной Римской империи и короле Испании. Он сопровождал германского императора в Германию, Фландрию и Италию. В 1520 году Фадрике Альварес де Толедо стал грандом Испании и кавалером ордена Золотого Руна.
В октябре 1531 года Фадрике Альварес де Толедо скончался в своём поместье Альба-де-Тормес. Ему наследовал внук Фернандо Альварес де Толедо (1507—1582), 3-й герцог Альба (1531—1582).

## Семья и дети
В 1480 году он был женат на Изабелле де Суньига (1470—1520), графине Севильской, дочери Альваро де Суньига и Гусман (ок. 1415—1488), 1-го герцога Бехара (1485—1488), и второй жены Леонор Пиментель. Их дети:
- Донья Леонор Альварес де Толедо, муж — Родриго Портокарреро
- Дон Гарсия Альварес де Толедо и Суньига (ум. 1510), 3-й маркиз Кориа, был женат на Беатрикс Пименталь, отец Фернандо Альвареса де Толедо, 3-го герцога Альбы
- Донья Мария Альварес де Толедо и Пиментель, стала женой своего двоюродного брата Энрике Энрикеса де Толедо, 4-го графа де Альба-де-Листе
- Дон Педро Альварес де Толедо и Суньига (1484—1553), маркиз де Вильяфранка-дель-Бьерсо (1497—1553), вице-король Неаполя (1532—1552), женат на Марии Осорио-Пиментель
- Донья Алдонса Леонор Альварес де Толедо и Суньига, муж — Диего Энрикес де Веласко, 3-й граф де Альба-де-Листе
- Дон Хуан Альварес де Толедо (1488—1557), епископ Кордовы (1523—1537), кардинал Сан-Панкрацио (1538—1557), епископ Бургоса (1537—1550), архиепископ Сантьяго-де-Компостела (1550—1553).